# Округ Чарлс (Мериленд)
Чарлс (енгл. Charles County) је округ у америчкој савезној држави Мериленд.

## Демографија
По попису из 2010. године број становника је 146.551, што је 26.005 (21,6%) становника више него 2000. године.
| Група             | 2000.          | 2010.          |
| Белци             | 81.111 (67,3%) | 70.905 (48,4%) |
| Афроамериканци    | 31.411 (26,1%) | 60.031 (41,0%) |
| Азијати           | 2.192 (1,8%)   | 4.366 (3,0%)   |
| Хиспаноамериканци | 2.722 (2,3%)   | 6.259 (4,3%)   |
| Укупно            | 120.546        | 146.551        |